# Oropesa, Tây Ban Nha
See Oropesa for other uses.
Oropesa là một đô thị trong tỉnh Toledo, Castile-La Mancha, Tây Ban Nha.

## Địa lý
- Độ cao: 388 mét.
- Vĩ độ: 39º 55' N
- Kinh độ: 005º 10' W